# Dolní Slivno
Dolní Slivno település Csehországban, a Mladá Boleslav-i járásban. Dolní Slivno Zdětín, Sedlec, Chotětov, Kropáčova Vrutice, Sudovo Hlavno, Mečeříž és Horní Slivno településekkel határos. Lakosainak száma 384 fő (2024. január 1.).

## Népesség
A település lakosságának változását az alábbi diagram mutatja:
| Lakosok száma | 532  | 719  | 845  | 481  | 320  | 312  | 324  | 332  | 366  | 384  |
|               | 1869 | 1890 | 1921 | 1950 | 1980 | 2001 | 2017 | 2019 | 2022 | 2024 |